# Les Augustins
Les Augustins (en español: Los Agustinos) son un pequeño grupo de islotes rocosos en el archipiélago de Les Saintes dependiente de la comuna de Terre-de-Bas en el Departamento de Ultramar francés de Guadalupe. Entre los agustinos y la isla de Terre-de-Bas esta el passe du sud-ouest (paso del suroeste) que es la ruta marítima más usada por los comerciantes para salir de la Baie des Saintes e ir al sur del arco antillano.
La Roca de la Virgen (rocher de la Vierge), cuya forma recuerda curiosamente a la inmaculada concepción, es un obstáculo a la entrada y de salida de buques en la Baie des Saintes, al sur. Esta roca es muy popular entre los buceadores.